# Devoll (distrito)
Devoll (em albanês:  Rrethi i Devollit) é um dos 36 distritos da Albânia localizado na prefeitura de Korçë. Sua capital é a cidade de Bilisht. Situa-se junto à fronteira da Albânia com a Grécia.
O distrito está dividido nos seguintes municípios:
- Bilisht
- Hoçisht
- Miras
- Progër
- Qendër Bilisht